# Adrian Lahdo
Adrian Adriano Lahdo, född 26 december 2007 är en svensk fotbollsspelare (mittfältare) som spelar för Hammarby IF i Allsvenskan. Han är yngre bror till fotbollsspelaren Mayckel Lahdo.

## Klubblagskarriär
Adrian Lahdo började tidigt spela fotboll i Arameisk-Syrianska IF men bytte redan i fem-sexårsåldern till moderklubben Hammarby IF. Efter att ha debuterat i P17-Allsvenskan som 13-åring och P19-Allsvenskan som 15-åring skrev Lahdo sommaren 2024 på ett treårigt A-lagskontrakt. Innan han tecknade kontraktet uppges bland annat Juventus och Feyenoord ha velat värva honom.  Kontraktsskrivningen innebar att han blev uppflyttad till Hammarbys samarbetsklubb Hammarby TFF samtidigt som han tränade med Hammarby IF. Den 11 augusti 2024 debuterade han i Ettan Norra, då han spelade från start i 0-1-förlusten mot Karlbergs BK.
Därefter dröjde det bara några månader innan den 16-årige Lahdo fanns med i en allsvensk matchtrupp. Den 16 september 2024 satt Lahdo på bänken när Hammarby IF kryssade mot IFK Norrköping. Månaden därpå kom debuten i Allsvenskan, då han gjorde ett inhopp på övertid när Hammarby IF vann derbyt mot Djurgårdens IF den 21 oktober 2024. Debuten innebar att Laho blev klubbens yngste A-lagsspelare någonsin. Han avslutade därefter säsongen med att göra sin första startmatch i säsongsavslutningen mot Västerås SK den 10 november 2024. Efter debutsäsongen uppgavs Bologna lägga bud på Lahdo, vilket Hammarby IF nobbade.

## Landslagskarriär
Adrian Lahdo har representerat Sveriges U19- och U17-landslag.
Landslagsdebuten skedde den 6 februari 2024 när Sveriges P17-landslag förlorade med 0-4 mot Polen. Senare samma vår spelade Lahdo två av tre matcher i kvalspelet till P17-EM 2024, vilket Sverige kvalade in. Han togs därefter ut i EM-truppen och startade i samtliga matcher när Sverige åkte ut i gruppspelet. Några månader senare gjorde Lahdo sin första U19-landskamp när P17-landslaget besegrade England med 2-0 den 11 oktober 2024.

## Statistik
| Klubb              | Säsong             | Liga               | Liga    | Liga | Nationell cup | Nationell cup | Internationell cup | Internationell cup | Övrigt  | Övrigt | Totalt  | Totalt |
| Klubb              | Säsong             | Division           | Matcher | Mål  | Matcher       | Mål           | Matcher            | Mål                | Matcher | Mål    | Matcher | Mål    |
| ------------------ | ------------------ | ------------------ | ------- | ---- | ------------- | ------------- | ------------------ | ------------------ | ------- | ------ | ------- | ------ |
| Hammarby IF        | 2024               | Allsvenskan        | 2       | 0    | 0             | 0             | -                  | -                  | -       | -      | 2       | 0      |
| Hammarby TFF (lån) | 2024               | Ettan Södra        | 9       | 3    | 0             | 0             | -                  | -                  | -       | -      | 9       | 3      |
| Totalt i karriären | Totalt i karriären | Totalt i karriären | 11      | 3    | 0             | 0             | 0                  | 0                  | 0       | 0      | 11      | 3      |

## Personligt
Adrian Lahdo har assyrisk och libanesisk påbrå och är uppvuxen i Stockholmsförorten Norsborg med sina föräldrar, sin syster och sina två bröder. Hans äldre bror Mayckel Lahdo är också professionell fotbollsspelare. Ett familjetrauma utspelade sig i början av 2022, då syskonens kusin blev offer för en dödsskjutning.
Bröderna Lahdo växte alla upp som supportrar till Real Madrid och är samtliga troende kristna.